# Cape Town Opera
Die Cape Town Opera (CTO) in Kapstadt, Südafrika, ist das einzige Opernhaus Afrikas mit ganzjährigem Betrieb. Die CTO verfügt mit dem Voice of the Nation Ensemble über einen weltweit renommierten Chor.
Die Oper wird von Michael Williams und Matthew Wild geleitet.

## Geschichte, Ziele, Repertoire
Oper wurde von der südafrikanischen Mehrheitsbevölkerung lange als „weiße Kunst“ und somit ein kulturelles Mittel der Unterdrückung angesehen, zumal es den Opernhäusern von Bloemfontein, Durban, Kapstadt und Pretoria in den Jahren der Apartheid strikt verboten war, Farbige oder Schwarze anzustellen. Oper kann in Kapstadt aber nicht nur auf eine „weiße“ Geschichte verweisen, die mit dem italienischen Giuseppe Paganelli in den 1920er Jahren begann, sondern auch auf eine „schwarze“, deren wesentliche Kraft The Eoan Group war, die es trotz mehrfacher Behinderungen über Jahre hindurch schaffte, in der City Hall Opernvorstellungen zu organisieren.
Die Oper Kapstadt, betrieben vom Cape Performing Arts Board (CAPAB), wurde 1964 mit Smetanas Die verkaufte Braut begründet. 1971 wurde ein neu erbautes Opernhaus mit Verdis Aida eröffnet, dem Drama einer interkulturellen Liebe – hier jedoch dargestellt von weißer Besetzung, gespielt für ein weißes Publikum. Zwar bemühte sich das neue CAPAB-Management der 1990er Jahre unter Angelo Gobbato und Renato Palumbo um eine demographisch gerechtere Zusammensetzung des Ensembles, doch war die Institution nicht zu retten. 1999 wurde die heutige Cape Town Opera neu gegründet, bestehend aus neuen Kräften sowie Teilen des CAPAB-Projekt und der früheren Opera School des South African College of Music.

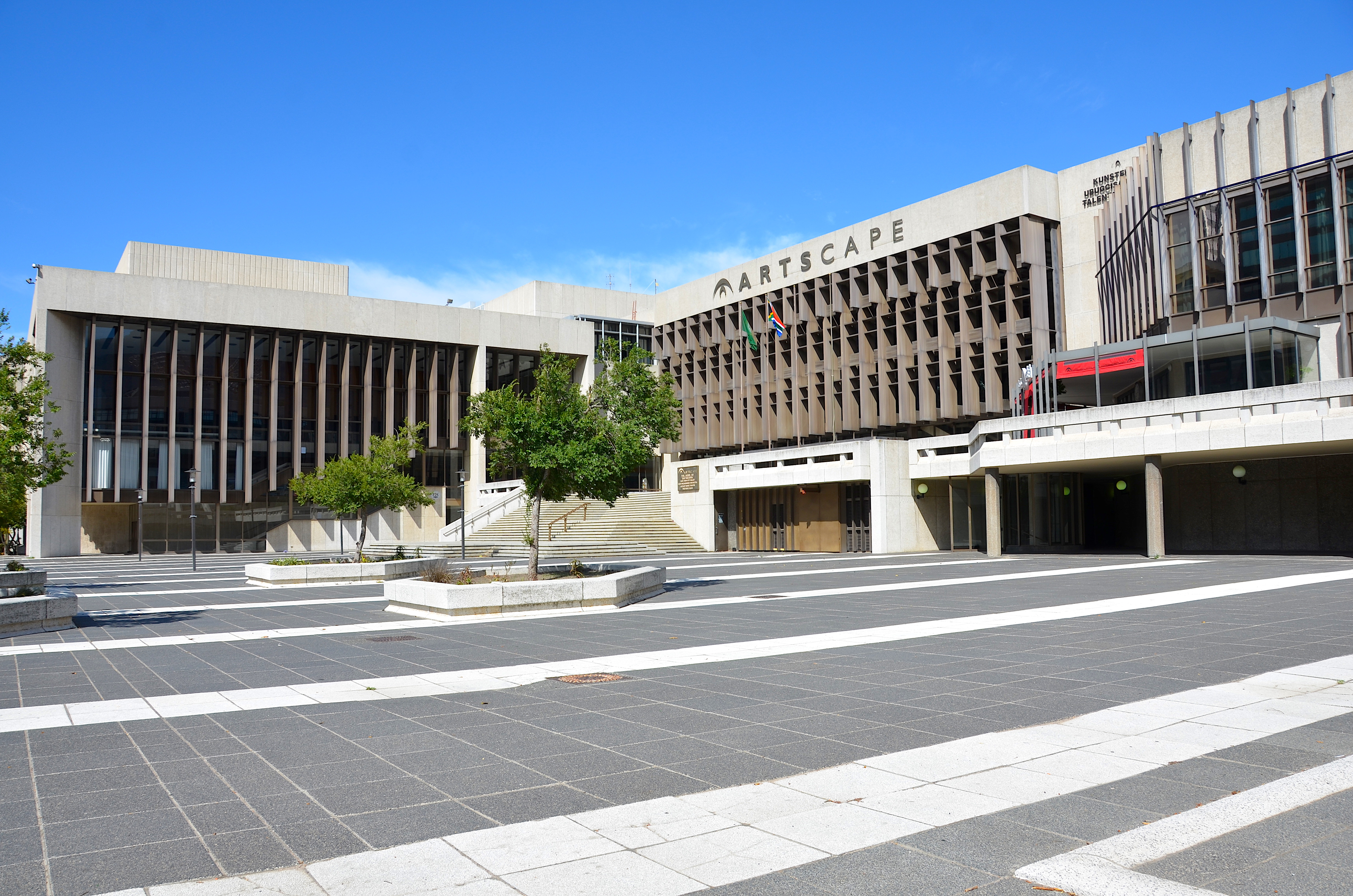
Artscape Theatre Centre in Kapstadt (2017)

Heute hat sich CTO als größte Organisation Südafrikas im Bereich der darstellenden Künste etabliert, bespielt das Artscape Theatre und das Baxter Theatre in Kapstadt, sowie weitere fünfzehn Spielstätten im ganzen Land, gastiert regelmäßig weltweit. Die Opernkompagnie ist zurzeit die einzige in Südafrika mit ganzjährigem Betrieb. Mit dem Studio, Kinderaufführungen und Tourneen in den früheren Townships bemüht sich die CTO, auch bildungsfernen Schichten für Oper und klassische Musik zu begeistern. Der Begriff „The Voice of the Nation“ spiegelt das Selbstbewusstsein der relativ jungen Organisation.
Wesentlich für den Erfolg der Truppe und Kernstück des Projekts ist der Chor der CTO. Er besteht derzeit aus 24 Damen und Herren, jeweils sieben Soprani, Tenöre und Bassisten sowie drei Kontralti. Chorleiter ist Marvin Kernelle. Das Ensemble zeichnet sich einerseits durch Spielfreude und Stimmkraft aus, verfügt aber über exzellente klassische Ausbildung. In seinen Konzerten und Shows verbindet der Chor klassische Oper mit Gospel, Jazz und traditionellen Spirituals im fliegenden Wechsel. Nicht nur namhafte Südafrikaner – von Desmond Tutu bis William Kentridge – äußerten sich begeistert über das Ensemble, auch Publikum und Presse in Afrika, Europa, Amerika und Australien. Der Chor ist mittlerweile derart bekannt, dass selbst die Operngastspiele der CTO mit Hinweis auf den Chor beworben werden.
CTO arbeitete in Europa auch mit anderen Operngesellschaften wie NorrlandsOperan, der Welsh National Opera und der Malmö Opera zusammen.
Das Repertoire des Hauses besteht aus klassischen Werken der Opernliteratur – im Jahr 2016 beispielsweise einer Neuproduktion der Salome von Oscar Wilde und Richard Strauss sowie Wiederaufnahmen von Mozarts Zauberflöte, Bizets Carmen und Monteverdis Orfeo. Anlässlich des südafrikanischen Human Rights Day gaben am 21. März 2016 zwei junge Sänger aus Südafrika, Pretty Yende und Sunnyboy Dladla, ein Galakonzert mit Werken des Belcanto.

## Hans-Gabor-Belvedere-Gesangswettbewerb
Im Juni und Juli 2016 fand der 35. Hans-Gabor-Belvedere-Gesangswettbewerb an der Cape Town Opera statt und somit erstmals außerhalb Europas. Auf der Website des Hauses wird dieser Wettbewerb als „Olympics of Opera“ bezeichnet. Das Preisträgerkonzert wurde vom Cape Town Philharmonic Orchestra unter Leitung vom Kamal Khan bestritten.

## Auszeichnung
- 2013: International Opera Award, Chor des Jahres